# Joseph Weidmann

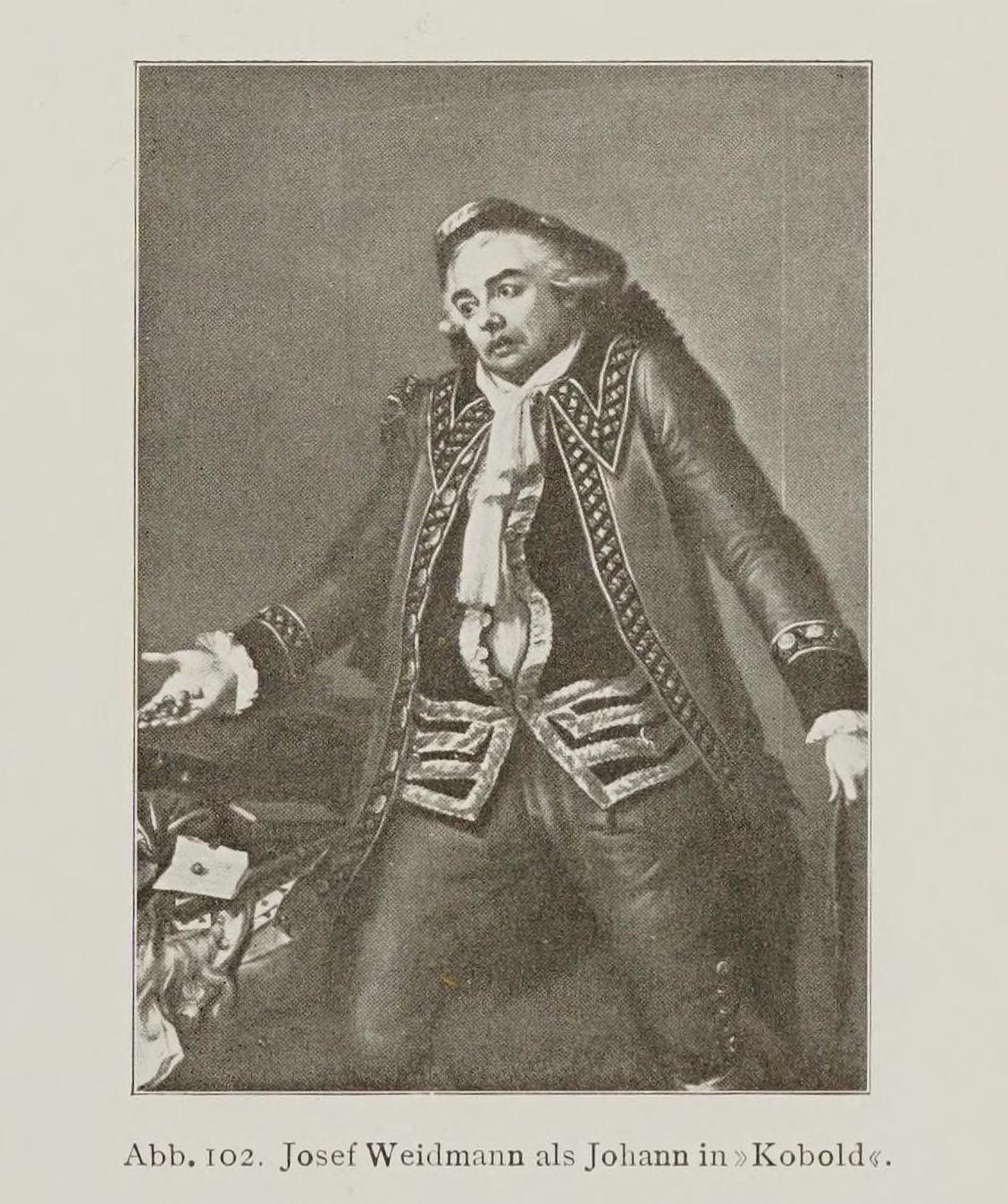
Joseph Weidmann (1742–1810) in Pose als Kobold

Joseph Weidmann (* 24. August 1742 in Wien; † 16. September 1810 ebenda) war ein österreichischer Theaterkomiker, Dramatiker und  Mitglied des Regiekollegiums am Wiener Hof- und Nationaltheater (heute das Burgtheater).

## Leben und Werk
Joseph Weidmanns Vater war ein einfacher Bedienter, der aus Würzburg nach Wien kam. Joseph und sein Bruder Paul Weidmann wurden in einer Jesuitenschule, dem heutigen Akademischen Gymnasium erzogen, damals Garant für eine bestmögliche Ausbildung. Er bekam hier in der Schule den ersten Kontakt zum Theaterspielen. Der Vater wollte Joseph aus Geldnot zwingen, ebenfalls Bedienter zu werden, dieser flüchtete allerdings 1757 mit Zustimmung seiner Mutter nach Brünn. Dort trat er in einer kleinen Bühne als Grotesktänzer auf, musst aber nach einer Ohrfeigenaffäre mit seinem Direktor wiederum nach Wien zurückkehren. Er errang von seinem Vater die Erlaubnis, in der Truppe von Gottfried Prehauser die Rolle des „Intriguanten“ spielen zu dürfen. Ab 1765 wurde er besonders in Prag bekannt durch seine selbst verfasste Posse Lipperl, der verliebte Laternbub. Mit dem Lipperl schuf er eine komische Typenrolle, die er oftmals auf der Bühne darstellte.
1766 ging Weidmann nach Linz, wo er den von Joseph Felix von Kurz, genannt Bernadon, gepflegten Bühnenhumor kennen und anwenden lernte. 1771 spielte er in Graz, 1772 wieder in Wien am Hof- und Nationaltheater, wo er 1773 in Carlo Goldonis Pamela als Cavalier Arnold debütierte. Weidmanns Spiel gefiel Kaiser Joseph II. so sehr, dass sein Porträt in der Hofloge neben denen der bedeutendsten Schauspielern dieser Zeit angebracht wurde. Sogar das Recht des Extemporierens wurde ihm zugestanden, eine damals eher unübliche Erlaubnis. 1776 wurde der gefeierte Schauspieler in das fünfköpfige Regiekollegium des Hoftheaters berufen. Er erfreute sich stets der Gunst des Publikums und hatte noch eine Woche vor seinem Tode als Commissär Wallmann in Die Aussteuer von Jakob Michael Reinhold Lenz, einem Lustspiel nach Plautus’ Aulularia, einen bejubelten Auftritt.
Über Weidmanns dramatisches Schaffen ist, außer dem bereits erwähnten Lipperl, der verliebte Laternbub, nicht viel überliefert. Der Literaturhistoriker Karl Goedeke schreibt ihm einige Lustspiele zu, die in der Zeit von 1785 bis 1788 gespielt wurden, darunter Die drei Zwillingsschwestern. Originallustspiel in 5 Akten (Eisenstadt 1805, Wien 1809). Dieses Werk und noch manche anderen werden allerdings auch seinem Bruder Paul zugeschrieben, da das Wirken der beiden wegen ihrer engen schriftstellerischen Zusammenarbeit häufig in der Literaturgeschichte nicht schlüssig getrennt werden konnte. Meist wurden deshalb auch in ungeklärten Fällen beide als Autoren angegeben. Ein Beispiel für eines der tatsächlich gemeinsam verfassten Stücke der Brüder ist das Singspiel Der Dorfbarbier, Musik von Johann Baptist Schenk.
Der Dorfbarbier wurde am 16. März 1844 bei einem Benefizabend für Johann Nestroy aufgeführt, zusammen mit dessen Intermezzo Hinüber – Herüber und Eugène Scribes Burleske Der Bär und der Bassa.
Joseph Weidmann wurde im Stephansdom aufgebahrt, die Trauerrede verfasste der Dichter Ignaz Franz Castelli.
Im Jahr 1787 heiratete er die k. k. Hofsängerin Partsch. Deren Sohn Franz Carl Weidmann wurde ebenfalls ein bekannter Schriftsteller, Schauspieler und Journalist.